# Барбус чорний
Барбус чорний (Pethia nigrofasciata) — невелика субтропічна прісноводна риба роду пунтіус родини коропових. Вперше описана у 1868 році. Ендемік острова Шрі-Ланка. Як акваріумна риба був завезений до Європи у 1934 році, а у країнах колишнього СРСР вперше з'явився у 1954 р. Внаслідок вилову для продажів в акваріуми кількість чорних барбусів у природі зменшилась. Занесений у Червону книгу.

## Поширення
Батьківщиною чорного барбуса є о. Шрі-Ланка. Мешкає у річках з повільною течією та стоячих водоймах з густою рослинністю. Природна популяція чорного барбуса є нечисленною, що було причиною занесення у Червону книгу, але риба є досить популярною у акваріумістів та легко розмножується в неволі.

## Опис риби
Тіло овальної форми, сплюснуте з боків. Завдовжки не перевищує 6 см. Основний тон забарвлення сірий. Луска у барбуса доволі велика зі сріблястим або золотисто-зеленуватим відблиском на кінцях. По боках проходять 3-4 чорні смуги, як у суматранського барбуса. Голова та груди з червонуватим відтінком. Спинний, анальний та черевні плавці чорні, решта — прозорі. Самці мають яскравіше забарвлення порівняно з самками. Перед нерестом самці стають майже чорні: голова і груди набувають малинового забарвлення, а чорні смуги на тілі зливаються, надаючи йому вугільно-чорний колір (у самок смуги стають тільки чіткіше окресленими). В акваріумах зустрічається вуалева форма.

## Розмноження
Статева зрілість у барбусів настає у віці 8-11 місяців, хоча статтеві ознаки проявляються вже на 3-4 місяць. Нерест проходить дуже бурхливо.
Самка відкладає до 500 ікринок. Ікра розвивається 1 — 1,5 доби. Мальки починають плавати на 3-4 день.

## Утримування і розмноження в акваріумах
Чорний барбус — зграйна рибка, тому її варто утримувати у кількості від 5-6 осіб в акваріумі об'ємом від 50 літрів і більше. Темний ґрунт підкреслює забарвлення риб, рослини краще розмістити на задньому плані та по краях акваріума, залишивши вільне місце для плавання. Зазвичай тримаються у середньому та нижньому шарі води.
Чорний барбус — мирна рибка і прекрасно уживається з такими ж мирними та спокійними рибами, хоча можуть і общипати плавники повільним вуалевим рибам.
Рибка всеїдна. Можна годувати різноманітними живими, рослинними, а також сухими кормами.
Параметри води:
- Температура — 20 — 25 °C
- Жорсткість — від 2 до 20 dH, великого значення не має.
- Кислотність — pH 6.5-7.5.
- необхідна хороша фільтрація та аерація води.

Нерестовик повинен бути просторим, довжиною приблизно 50 см, однак неглибоким — у межах 15-25 см. Обов'язкова наявність рослин. Оскільки риби поїдають ікру, то на дно встановлюють сепараторну сітку. Спочатку самців і самок відсаджують окремо на 7-10 діб і посилено годують живими кормами. Також стимулює розмноження пом'якшення води (жорсткість не повинна перевищувати 10 dH) та підвищення температури на 2-4 °C (зазвичай в межах 25-27 °C). На нерест риб саджають ввечері, але не більше однієї-трьох пар, оскільки самці можуть влаштовувати бійки. Після нересту (зазвичай відбувається під ранок) акваріум з ікрою затіняють, а риб відсаджують. Через добу мальки вилуплюються з ікри, а ще через 3 дні починають плавати. Для годування мальків використовують стандартний набір дрібних кормів: живий пил, наупліус рачків, циклопів, дрібна дафнія, пізніше — дрібний циклоп.